# Carex atrivaginata
Carex atrivaginata är en halvgräsart som beskrevs av Ernest Nelmes. Carex atrivaginata ingår i släktet starrar, och familjen halvgräs.
Artens utbredningsområde är Vietnam. Inga underarter finns listade i Catalogue of Life.